# Club Deportivo Básico Balonmano Aragón
Maillots
Dernière mise à jour : 19 octobre 2016.
Le Club Deportivo Básico Balonmano Aragón ou communément BM Aragón était un club espagnol de handball basé à Saragosse dans la communauté autonome d'Aragón. Pour des raisons de naming, il a également été appelé Caja3 Aragón ou CAI Aragón.
Fondé en décembre 2003, le club évolue onze saisons consécutive en Liga ASOBAL et son plus grand fait d'armes est la finale de la Coupe de l'EHF (C3) lors de la saison 2006/2007, perdue face aux Allemands du SC Magdebourg.
Le club avait pour domicile la Pabellón Príncipe Felipe et ses 10 744 places, infrastructure qu'il partageait avec le Basket Saragosse 2002, club de basket-ball de la ville.
D'importants joueurs espagnols sont également passé par le club comme Valero Rivera, Alex Dujshebaev, Javier García Rubio, Jorge Maqueda mais aussi des joueurs étrangers tels que le Croate Venio Losert, l'Égyptien Hussein Zaky ou encore le Français Yohann Ploquin. 
En 2016, à la suite de difficultés financières, le club se retire de la Liga ASOBAL avant la fin de la saison et disparaît.

## Histoire
Le BM Aragón est né de la fusion en décembre 2003 du Rótulos Plasneón, engagé en División de Honor Plata (D2) cette même année, avec le Garbel Saragosse, qui a évolué deux saisons en Liga ASOBAL entre 1999 et 2001. Le nouveau club reprend la licence du Garbel et est présidé par Ricardo Arregui Caja de Ahorros. Son sponsor principal est le Caja de Ahorros de la Inmaculada (en abrégé, CAI).
À la suite de cette fusion, le BM Aragón débute en División de Honor Plata en 2003-2004, saison qui se solde par une honnête cinquième place. Du fait des moyens financiers apportés par le sponsor, le club accède à l'élite dès sa deuxième saison après avoir atteint la deuxième place.
La saison 2005-2006 est donc la première saison du BM Aragón en Liga ASOBAL où il termine à la septième place, soit au milieu du classement. Pourtant, ce classement permet au club d'être qualifié en coupe d'Europe : la Coupe de l'EHF (C3). Et cette première saison européenne est une réussite puisqu'après avoir notamment éliminé leurs compatriotes du Bidasoa Irún ou encore les Danois du Skjern Håndbold, le club aragonais atteint la finale de la compétition mais doit s'incliner face au club allemand du SC Magdebourg qui s'impose sur un score total de 61 à 58 (30-30 puis 31-28). 
Les saisons suivantes, le club reste dans le haut du tableau avec comme meilleure performance une cinquième place en 2012 et en 2013. Le club participe ainsi régulièrement à la coupe d'Europe, atteignant les demi-finales de la Coupe de l'EHF (C3) en 2008 et en 2009 et de la Coupe des vainqueurs de coupe (C2) en 2012.
À la suite de difficultés financières, le club quitte la Liga ASOBAL avant la fin de la saison et disparaît.

## Parcours
| Saison    | Niveau | Division                | Place | Europe*            |
| --------- | ------ | ----------------------- | ----- | ------------------ |
| 2003-2004 | 2      | División de Honor Plata | 5e    | NQ                 |
| 2004-2005 | 2      | División de Honor Plata | 2e    | NQ                 |
| 2005-2006 | 1      | Liga ASOBAL             | 7e    | NQ                 |
| 2006-2007 | 1      | Liga ASOBAL             | 6e    | C3 : finale        |
| 2007-2008 | 1      | Liga ASOBAL             | 6e    | C3 : 1/2 finale    |
| 2008-2009 | 1      | Liga ASOBAL             | 8e    | C3 : 1/2 finale    |
| 2009-2010 | 1      | Liga ASOBAL             | 7e    | C3 : 1/4 de finale |
| 2010-2011 | 1      | Liga ASOBAL             | 6e    | NQ                 |
| 2011-2012 | 1      | Liga ASOBAL             | 5e    | C2 : 1/2 finale    |
| 2012-2013 | 1      | Liga ASOBAL             | 5e    | C3 : 3e tour       |
| 2013-2014 | 1      | Liga ASOBAL             | 9e    | C3 : 2e tour       |
| 2014-2015 | 1      | Liga ASOBAL             | 13e   | NQ                 |
| 2015-2016 | 1      | Liga ASOBAL             | 16e   | NQ                 |

*Europe : C2 = Coupe des vainqueurs de coupe, C3 = Coupe de l'EHF et NQ = non qualifié

## Palmarès
- Coupe de l'EHF (C3)
  - finaliste en 2007
  - demi-finaliste en 2008 et en 2009
- Coupe des vainqueurs de coupe (C2)
  - demi-finaliste en 2012
- 5e du Championnat d'Espagne en 2012 et 2013

## Joueurs célèbres
Parmi les joueurs ayant évolué au club, on trouve :
- Robert Arrhenius (es) : de 2006 à 2010
- Felipe Borges : de 2007 à 2009
- Antonio Cartón (es) : de 2006 à 2014
- Dalibor Doder : de 2005 à 2009
- Alex Dujshebaev : de 2012 à 2013
- Javier García Rubio : de 2011 à 2013
- Beno Lapajne : de 2006 à 2008
- Demetrio Lozano : de 2010 à 2016
- Jorge Maqueda : de 2009 à 2012
- Josep Masachs (es) : de 2010 à 2012
- Mariano Ortega : de 2005 à 2009
- Yohann Ploquin : de 2008 à 2009
- Valero Rivera : de 2005 à 2007
- Ivan Stanković : de 2007 à 2011
- Hussein Zaky : de 2005 à 2009

Les entraîneur du club sont :
- Fernando Bolea (es) : de 2004 à 2005
- Veroljub Kosovac (en) : de 2005 à 2009
- Mariano Ortega : de 2009 à 2016

## Logo

Ancien logo
Ancien logo